# Gara Argeșel
Gara Argeșel este o stație de cale ferată care deservește comuna Valea Mare Pravăț, județul Argeș, România.